# Дологани
Дологани (груз. დოლოგანი) — село в Кедском муниципалитете Грузии.

## География
Село находится на правом берегу реки Аджарисцкали, на расстоянии в 20 километрах от посёлка городского типа Кеда, административного центра муниципалитета и в 25 километрах от города Батуми. Высота центра — 200 метров над уровнем моря.

## Население
По данным переписи населения 2014 года в Дологани проживает 417 человек. По национальной структуре грузины составляли 99,8% населения села.

### Демография
| Год  | Население |
| ---- | --------- |
| 2002 | 460       |
| 2014 | 417       |